# Eisenbahnunfall von Kamensk-Schachtinski

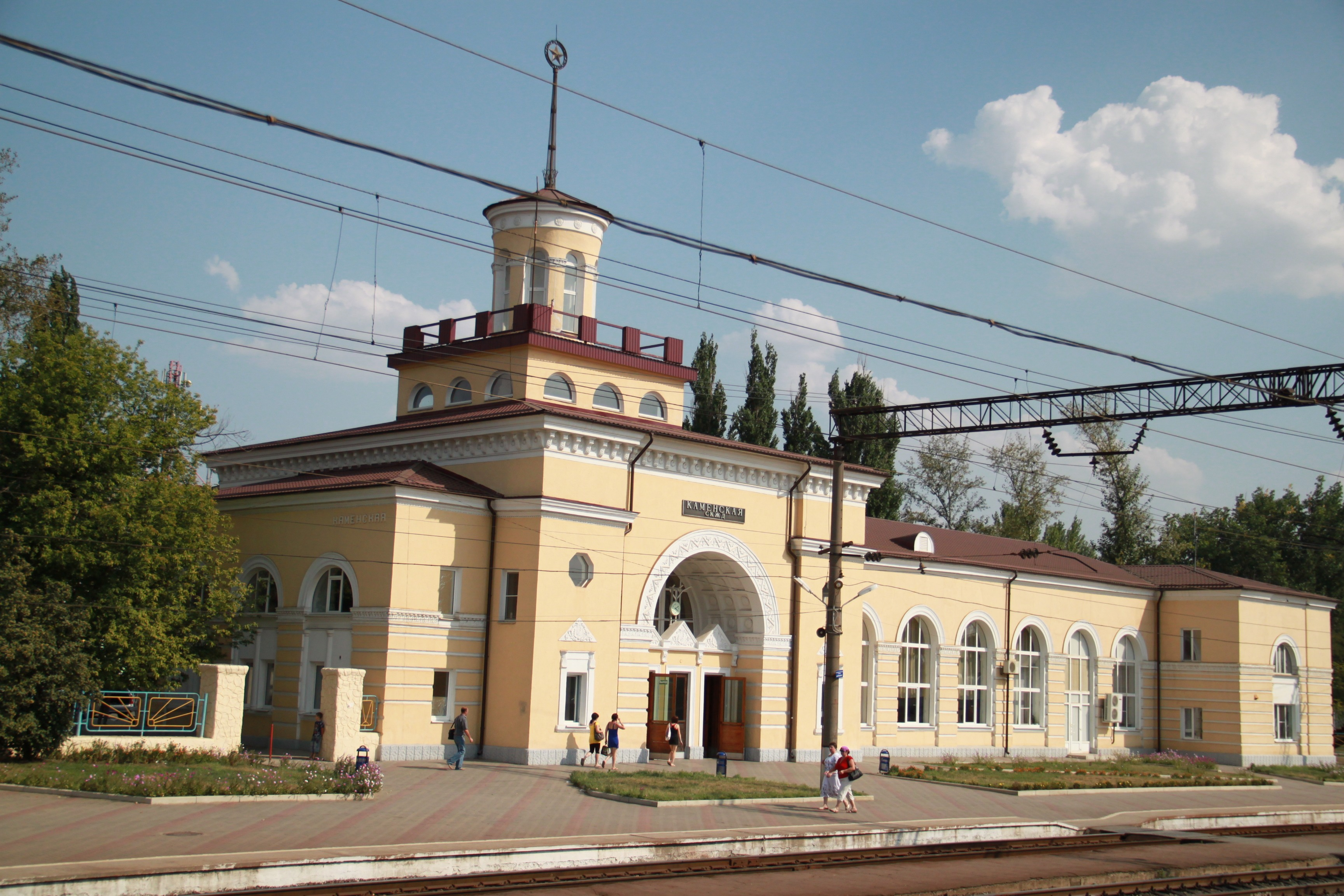
Bahnhof Kamensk-Schachtinski, Ort des Unfalls

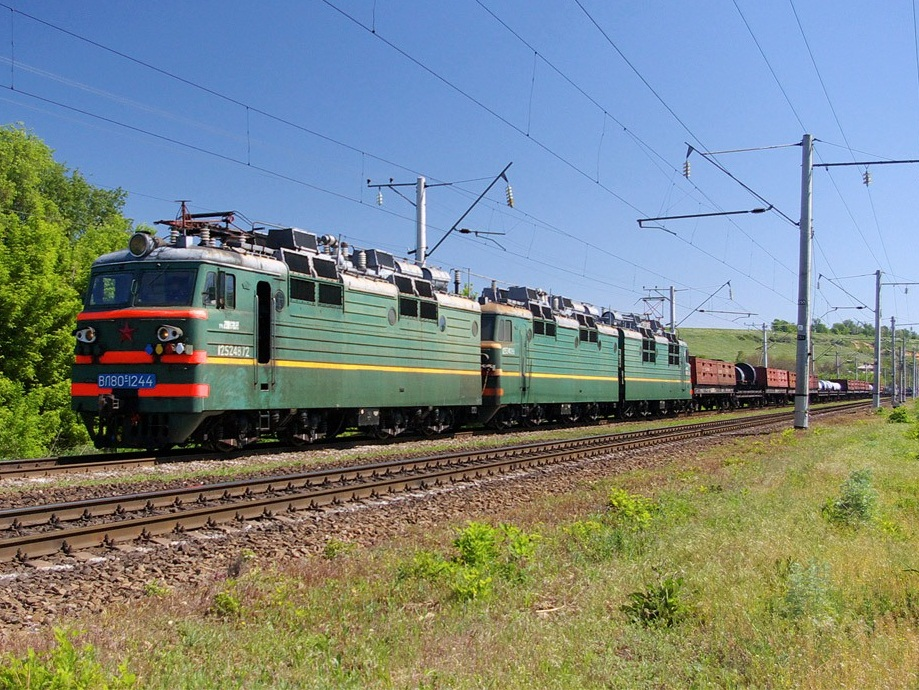
Eine dreifach gekuppelte Lokomotive der Baureihe ВЛ80^{с}, wie sie vor dem Güterzug lief

Der Eisenbahnunfall von Kamensk-Schachtinski war der Auffahrunfall einer schweren Lokomotive  bei hoher Geschwindigkeit auf einen stehenden Personenzug im Bahnhof von Kamensk-Schachtinski (Sowjetunion, heute Russland) am 7. August 1987. Dabei starben 106 Menschen.

## Ausgangslage
Der Personenzug Nr. 335, unterwegs von Rostow am Don nach Moskau mit zehn Wagen, befuhr die zum Zeitpunkt des Unfalls zur sowjetischen Südost-Eisenbahn gehörenden Strecke (später der Nordkaukasischen Eisenbahn übergeben) in nördlicher Richtung und näherte sich dem Bahnhof Kamenskaja der Stadt Kamensk-Schachtinski.
Ihm folgte auf demselben Gleis ein 5500 Tonnen schwerer, aus Armawir über Bataisk kommender Güterzug mit Getreide aus dem Kuban-Gebiet. Er wurde ab Bataisk von einer Lokomotive der Baureihe ВЛ80с gezogen, die aus drei aneinander gekuppelten Einheiten bestand.

## Unfallhergang
Das Personal des Güterzugs hatte bereits vor dem 15 Kilometer südlich von Kamensk-Schachtinski gelegenen Bahnhof Lichaja (in der Siedlung Lichowskoi, heute Stadtteil von Kamensk-Schachtinski) eine defekte Bremskupplung bemerkt und schloss deshalb die Absperrhähne hinter dem sechsten von 55 Güterwagen. Das bedeutete, dass die hinteren 49 Wagen nicht mehr gebremst werden konnten. In Lichaja übernahm neues Personal den Zug, wurde aber nicht über die defekte Bremsanlage informiert. Da die Strecke stark ausgelastet war, sollte der Güterzug dem vorausgefahrenen Personenzug in kurzem Abstand folgen. In der Eile wurde bei der Abfertigung des Zuges eine Bremsprobe nicht oder nur unzureichend durchgeführt. Der Triebfahrzeugführer bemerkte erst auf der längeren Gefällestrecke nach Kamenskaja, wo er das allmähliche Beschleunigen von den erlaubten 65 km/h auf über 100 km/h nicht verhindern konnte, dass die Bremse nicht funktionierte. Auch die Notbremse zeigte keine Wirkung. Er informierte über den Zugfunk das Bahnhofspersonal im Bahnhof von Kamensk-Schachtinski.
Da alle Gleise des Bahnhofs belegt waren – teilweise mit Güterwagen, die gefährliche Chemikalien geladen hatten – traf der Fahrdienstleiter die Entscheidung, den Personenzug Nr. 335 ohne Halt durchfahren zu lassen. Er konnte den Personenzug aber per Funk nicht erreichen, weil dessen Zugfunk ausgefallen war. Der Personenzug hielt deshalb fahrplanmäßig um 1:28 Uhr im Bahnhof von Kamensk-Schachtinski. Der diensthabende Beamte am Bahnsteig wies den Lokomotivführer sofort mündlich an, weiterzufahren. Das aber misslang, weil Reisende bereits mit dem Aussteigen begonnen hatten und ein Zugbegleiter in Unkenntnis der Situation beim Anfahren des Zuges – vorschriftsmäßig – die Notbremse zog.
Bei der Fahrt des Güterzugs durch die Weichenverbindungen des Bahnhofskopfes riss die Kupplung zwischen Wagen und Lokomotive. Die Wagen entgleisten und stürzten eine Böschung hinunter. Die schwere Lokomotive aber blieb im Gleis und prallte mit etwa 140 km/h auf das Ende des Personenzuges. Die drei letzten Personenwagen wurden völlig zertrümmert.

## Folgen

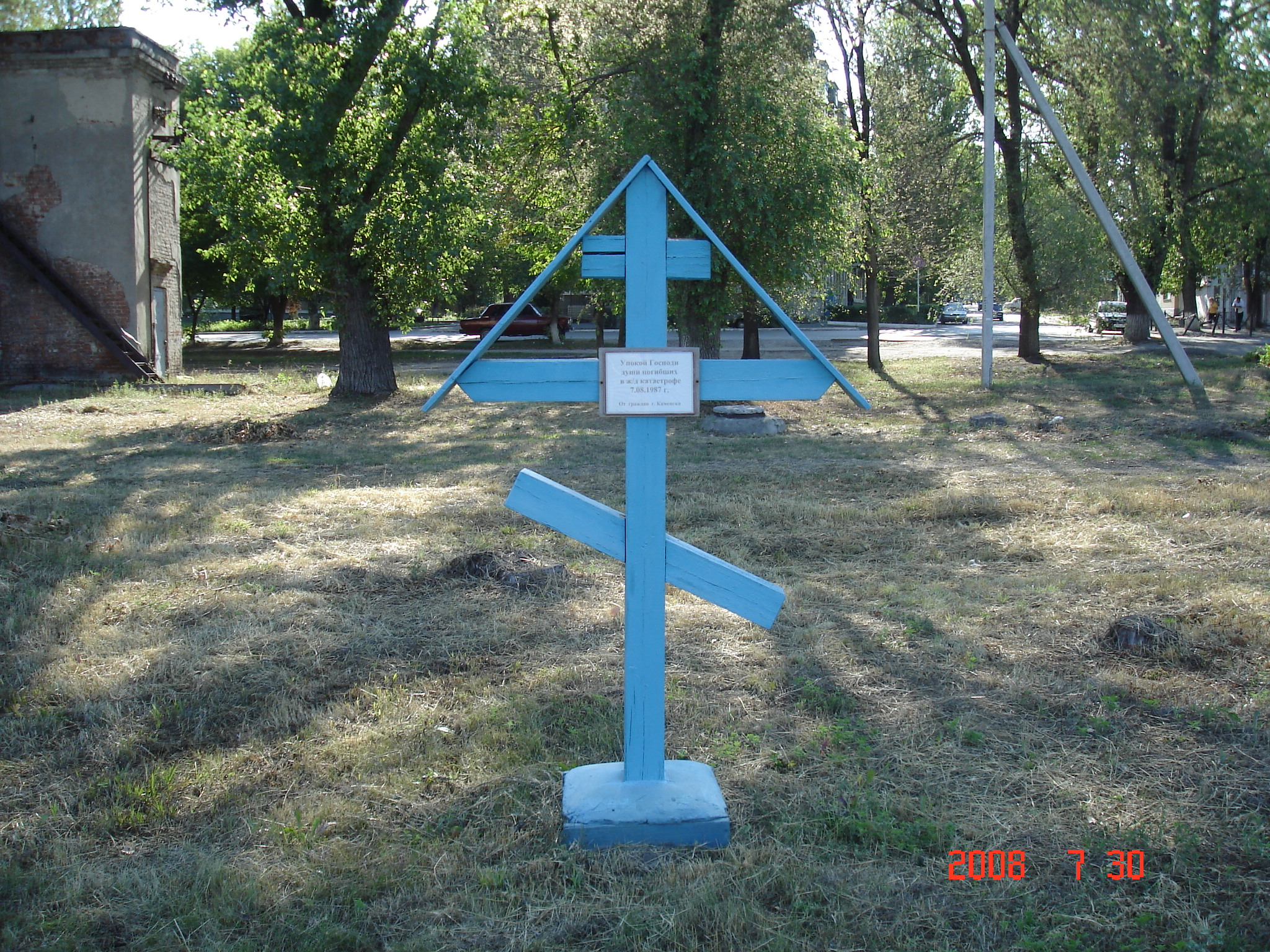
Gedenkkreuz für die Opfer des Unfalls

106 Menschen starben und etwa 100 weitere wurden verletzt. Ein Arbeiter starb bei den Aufräumarbeiten durch einen Stromschlag.
Die beiden Eisenbahner, die die letzte Bremsprobe an dem Güterzug durchzuführen hatten, wurden in dem folgenden Strafverfahren zu jeweils zwölf Jahren Gefängnis verurteilt.